# Christina Carnell
Pour les articles homonymes, voir Carnell.
Christina Magdalene Carnell (né le 19 avril 1978 à Ozark, Alabama, aussi connu comme Chrissie Carnell) est une top model et une actrice américaine.
Son portrait a été peint par Bryten Goss (en).

## Séries télévisées
Christina Carnell fait des apparitions dans les séries That '70s Show et Spin City,.

## Publicité
Christina Carnell a participé aux tournages de spots publicitaires pour les marques suivantes :
- McDonalds, avec Jake Gyllenhaal
- Honda